# Vilyuchinsk
Vilyuchinsk (en ruso: Вилю́чинск) es una ciudad cerrada del krai de Kamchatka, Rusia, ubicada al sureste de la península de Kamchatka a unos 20 kilómetros a través de la bahía de Avacha desde Petropavlovsk-Kamchatsky.

## Economía
Además de la construcción de submarinos nucleares, la economía de la ciudad depende en gran medida de la pesca y el procesamiento de pescado. En el suburbio de Rybachy, uno de los tres asentamientos originales a partir de los cuales se creó la ciudad, un escuadrón de submarinos de la Flota Rusa del Pacífico tiene su base desde agosto de 1938. La industria local de reparación de barcos comenzó a desarrollarse a fines de 1959.
A pesar de los planes para cerrar la base naval en 2003 debido a la falta de financiación, ha seguido funcionando. La base se modernizó a fines de la década de 2000 con edificios residenciales recién construidos, un hospital, una guardería y un centro deportivo con un parque acuático inaugurado personalmente en 2007 por el presidente ruso Vladímir Putin.

## Demografía
| Gráfica de evolución de Vilyuchinsk entre 1911 y 2020 |
|                                                       |